# Neue Gegenwart – Magazin für Medienjournalismus
Neue Gegenwart ist ein mehrfach ausgezeichnetes deutsches Online-Magazin für Medienjournalismus, das von Björn Brückerhoff seit dem 4. Juli 1998 herausgegeben wird. Bis zum 31. Januar 2006 trug es den Titel „Die Gegenwart. Online-Magazin für Medienjournalismus“. Es erscheint ab 2006 alle drei Monate.
Das Magazin beschäftigt sich in monothematischen Ausgaben mit Medienthemen. In jeder Ausgabe publizieren Autoren ihre medienkritischen Reportagen, Essays und Glossen aus den Themenfeldern Politik, Gesellschaft, Wissenschaft, Wirtschaft, Kultur und Ausland. Dabei steht der Medienjournalismus im Vordergrund. In jeder Ausgabe kommen Experten aus Wissenschaft oder Praxis zu Wort, die das Thema aus ihren Fachgebieten heraus beurteilen. 
Am 22. Juni 2004 wurde Herausgeber und Gründer Björn Brückerhoff für sein Magazin mit dem Grimme Online Award für publizistische Qualität im Netz ausgezeichnet, am 2. März 2004 erhielt er den Lead Award in Gold, am 9. März 2005 den Lead Award in Silber.